# Кармен Мелендес
Кармен Тереса Мелендес Рівас (нар. 3 листопада 1961) — венесуельський державний та військовий діяч, адмірал ВМС. Була міністром внутрішніх справ та юстиції з 25 жовтня 2014 року по 9 березня 2015 року та начальником штабу в кабінеті президента Ніколаса Мадуро протягом майже шести місяців з березня по вересень 2015 року.

## Політична кар'єра
Мелендес була заступником Міністра освіти Міністерства оборони. 3 липня 2012 року президент Венесуели Уго Чавес підвищив її до звання віце-адмірала і Мелендес стала першою венесуельською жінкою, яка отримала цю нагороду після призначення командувачем Генерального штабу Збройних сил Боліваріанської Республіки Венесуела. 13 жовтня її було призначено міністром народної влади посаду Президента Уго Чавеса, що було підтверджено указом від 15 октября. 21 квітня 2013 року в ефірі загальнонаціонального радіо та телебачення вона була підтверджена як міністр управління Боліваріанської Республіки Венесуела в уряді Ніколаса Мадуро. 3 липня 2013 року Президент Республіки перераховує адміралів і 5 липня 2013 року призначає Кармен Мелендес міністром оборони. Це перша жінка на посаді Міністра оборони в історії Венесуели.
Заступила на посаду губернатора штату Лара за підсумками виборів 2017. 25 жовтня 2020 залишила губернаторську посаду, оскільки була вдруге призначена міністром внутрішніх справ Венесуели. Новим губернатором Лари став віце-адмірал Адольфо Хосе Переіра Антіке, який раніше обіймав посаду генерального секретаря уряду штату. Мелендес перебувала на посаді міністра до 19 серпня 2021.

## Санкції
9 серпня 2017 року Міністерство фінансів США ввело санкції проти Мелендес за її позицію щодо Конституційних зборів, скликаних Мадуро, де вона займається командою вуличного уряду
Місяцем пізніше, 22 вересня 2017 року, Канада ввела санкції проти Мелендес через нібито «руйнування конституційного порядку у Венесуелі»
29 березня 2018 року стосовно Мелендес урядом Панами було введено санкції через її нібито причетність до «відмивання грошей, фінансування тероризму та фінансування поширення зброї масового ураження»